# Фелтен
Фелтен (њем. Velten) град је у њемачкој савезној држави Бранденбург. Једно је од 19 општинских средишта округа Оберхафел. Према процјени из 2010. у граду је живјело 11.640 становника. Посједује регионалну шифру (AGS) 12065332.

## Географски и демографски подаци
Фелтен се налази у савезној држави Бранденбург у округу Оберхафел. Град се налази на надморској висини од 33 метра. Површина општине износи 23,3 km². У самом граду је, према процјени из 2010. године, живјело 11.640 становника. Просјечна густина становништва износи 499 становника/km².

## Међународна сарадња
| Мјесто | Држава    | Врста сарадње | Од    |
| ------ | --------- | ------------- | ----- |
|        | Француска | партнерство   | 1970. |
| Извор  |           |               |       |